# Haus Schmithausen

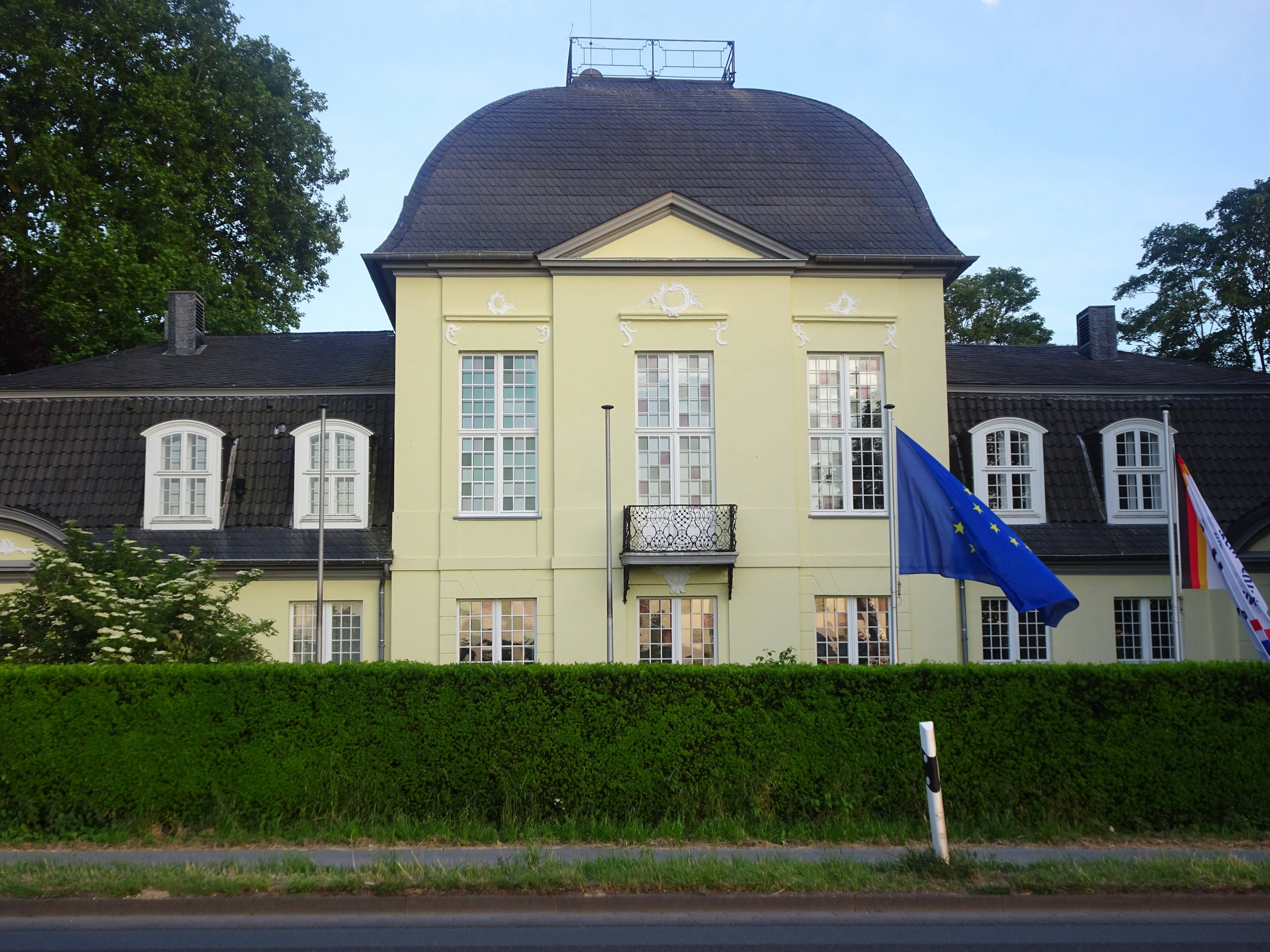
Haus Schmithausen, ehemalige Gartenseite

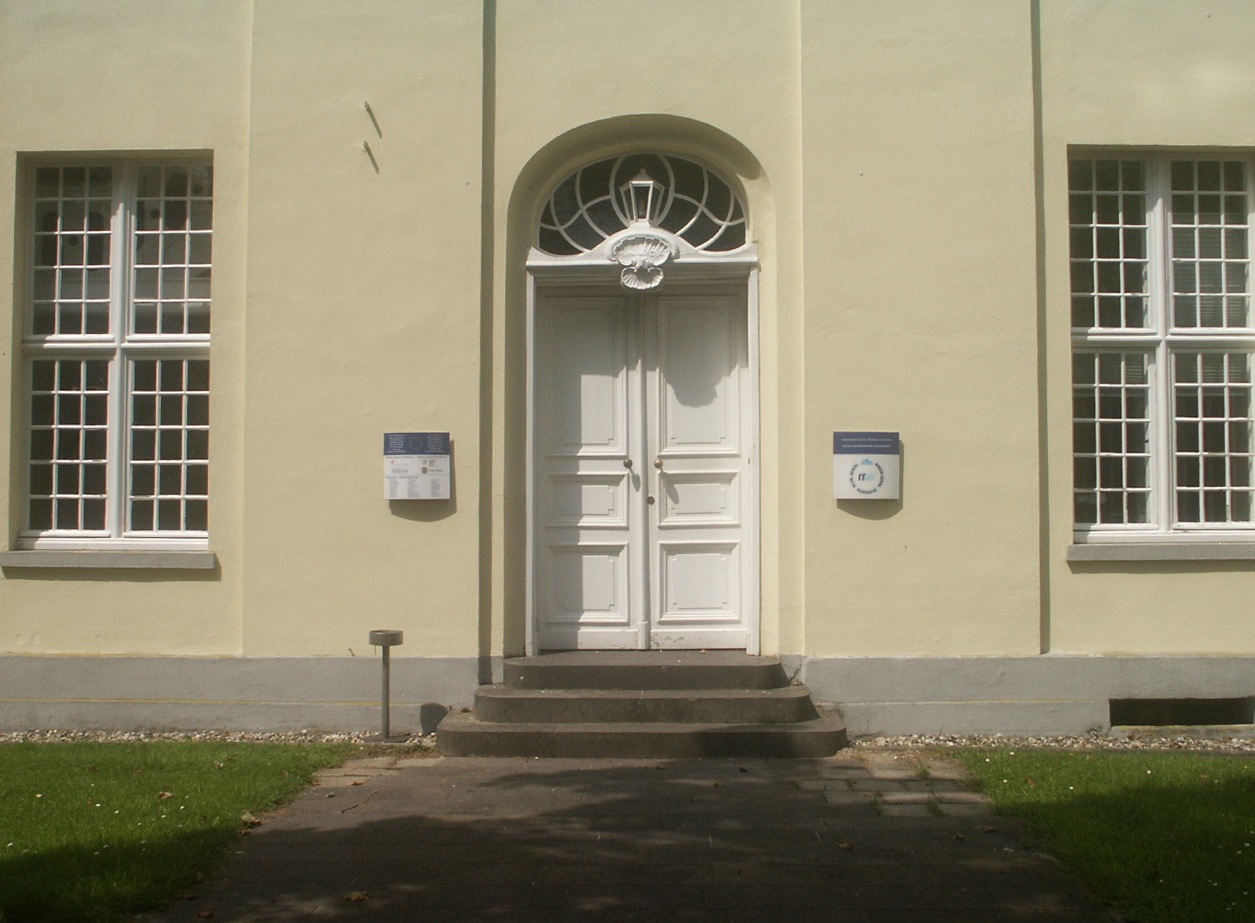
Haus Schmithausen, Eingangsportal

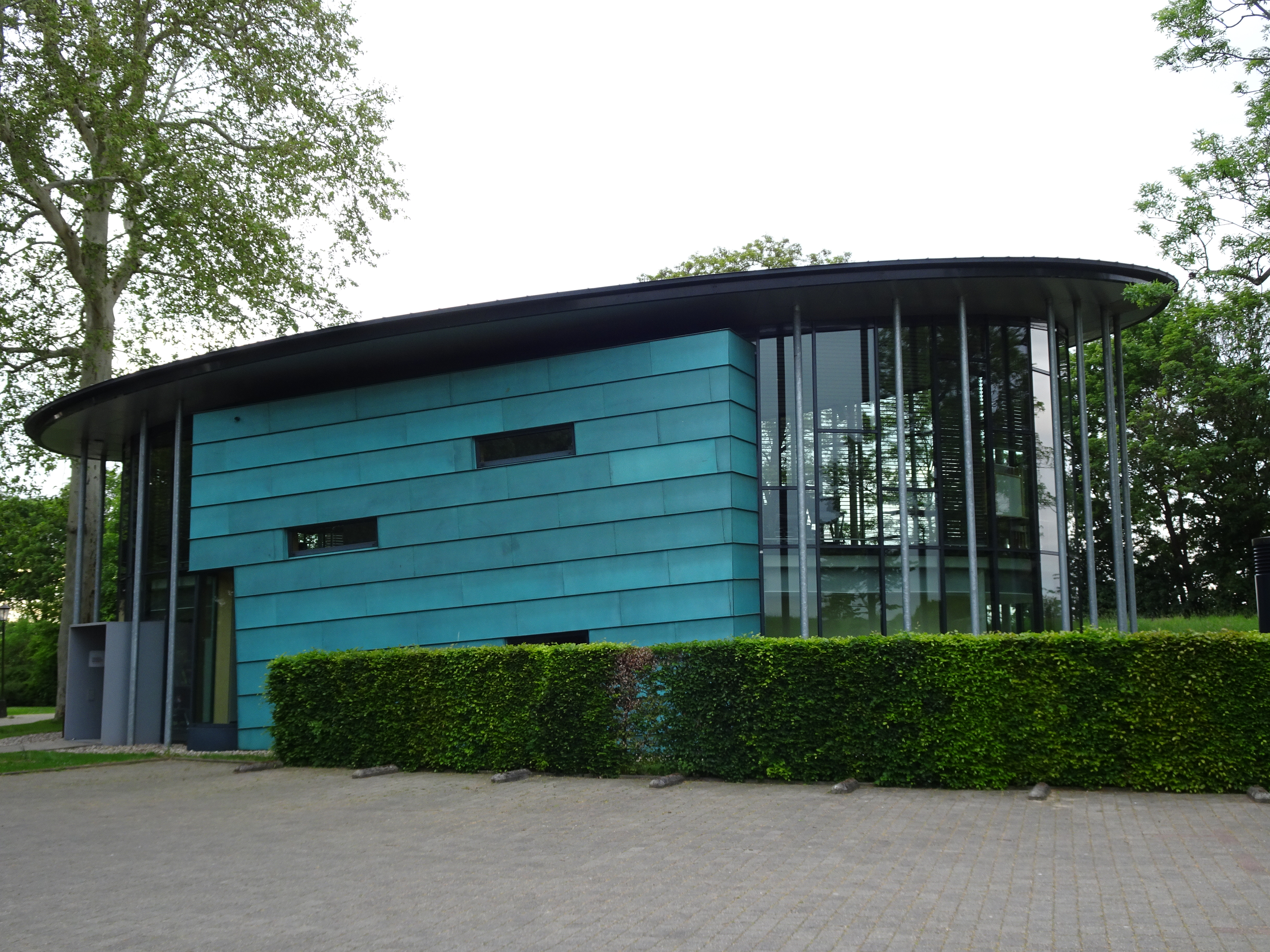
Moderner Sitzungssaal

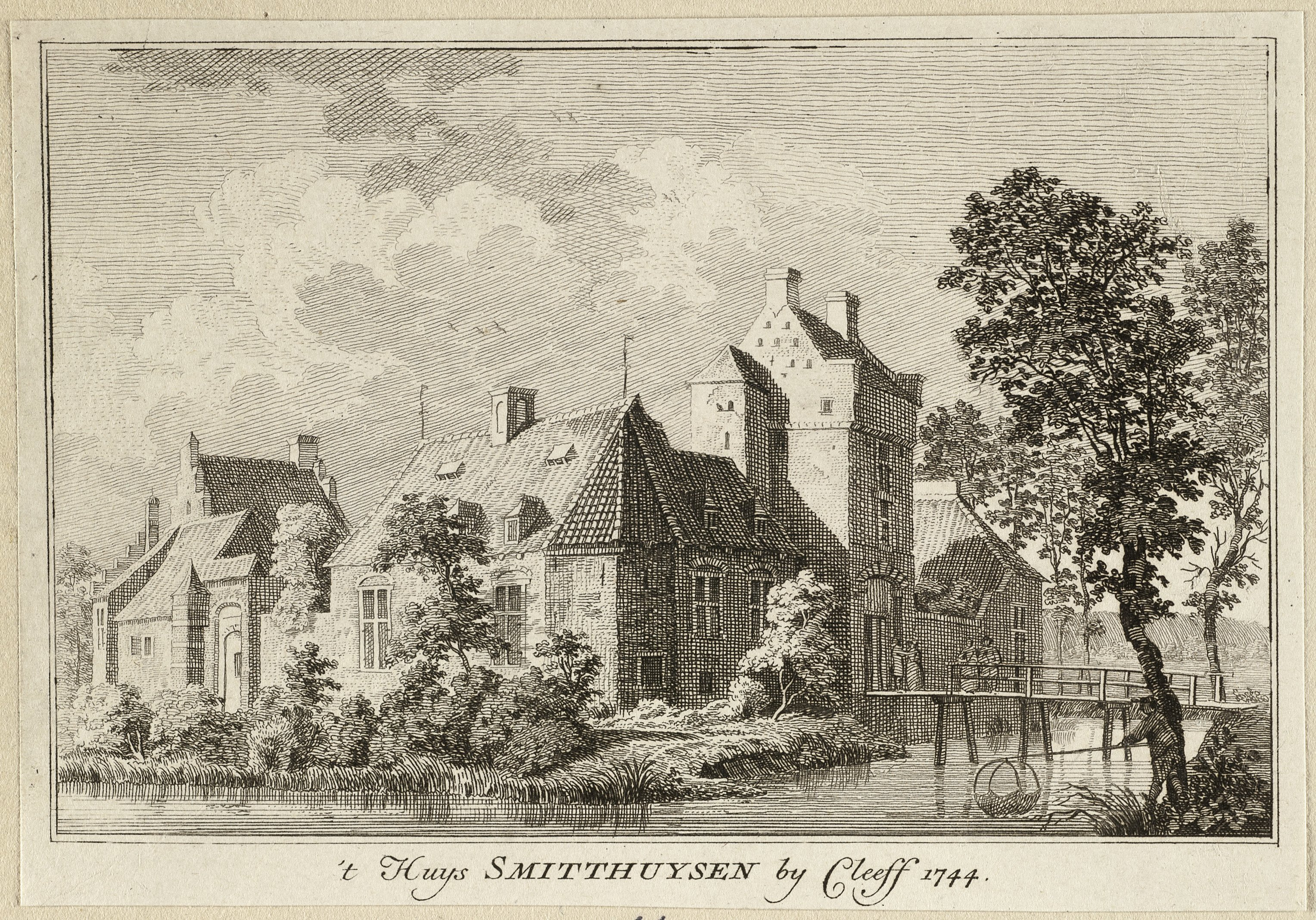
Haus Schmithausen auf einem Stich von Jan de Beijer, 1744

Das Haus Schmithausen ist ein Rokoko-Schlösschen an der Bundesstraße 220 im Klever Stadtteil Kellen. Es geht auf eine mittelalterliche Wasserburg zurück, die im 18. Jahrhundert durch den heutigen Schlossbau ersetzt wurde. Mittlerweile ist Haus Schmithausen Eigentum des Kreises Kleve und seit 1993 Sitz der Euregio Rhein-Waal.

## Beschreibung
Das Haus Schmithausen ist ein als Landsitz erbautes kleines Schloss in der Formensprache des niederländischen Klassizismus. Es besteht aus einem zweigeschossigen Mittelpavillon, dessen glockenförmig geschwungenes Dach von einem Aussichtsbalkon, einem sogenannten Belvedere, abgeschlossen wird. Zu beiden Seiten des Mittelbaus schließen sich kurze, eingeschossige Seitenflügel mit Mansarddächern an. Der gesamte Bau wird durch große Rechteckfenster erhellt.
Die einstige Gartenseite – heute der Straße zugewandt – besitzt einen flachen Mittelrisalit, der von einem Dreiecksgiebel bekrönt und mit einigen Rocaille-Elementen aus Stuck verziert ist. Im Obergeschoss findet sich ein kleiner Balkon aus dem 19. Jahrhundert. Die hofseitige Fassade des Mittelpavillons ist durch drei steile Blendnischen gegliedert, wovon die mittlere das schlichte Portal und das darüber liegende Treppenhausfenster umrahmt.
Im Inneren des Schlösschens sind noch das Treppenhaus und der sogenannte Gartensaal im Erdgeschoss in ihren ursprünglichen Rokoko-Formen erhalten.

## Geschichte
Die Wurzeln des heutigen Schlossbaus liegen in einer zweiteiligen Wasserburg an gleicher Stelle, die 1442 anlässlich einer Erbteilung erstmals urkundlich erwähnt wurde. Die Burg erhielt ihren Namen von dem etwa 400 Meter entfernten Flecken Smithuysen, der schon im 11. Jahrhundert als Zollstation ein wichtiger Handelsplatz am heutigen Altrhein war. Er verlor jedoch seine handelstechnische Bedeutung, als der Rheinarm zwischen 1289 und 1300 versandete und der Rheinzoll infolgedessen 1318 nach Emmerich verlegt wurde.
Die Wasserburg des 15. Jahrhunderts war eine zweiteilige Anlage. Eine Holzbrücke führte über den Wassergraben zu einem Torturm, der gemeinsam mit anderen Gebäuden einen Burghof umschloss. Die Anlage wurde von den Klever Herzögen und ihren Nachfolgern, den Kurfürsten von Brandenburg, im Laufe der Jahrhunderte als Lehen an verschiedene Landadlige vergeben, u. a. an die Medevort. Ein Stich von Jan de Beijer zeigt die Burg, wie sie im Jahr 1744 ausgesehen hat.
Bauherr des um 1770 errichteten heutigen Gebäudes war der Direktor der preußischen Kriegs- und Domänenkammer, Hans Christian von der Meyen. Der Architekt ist bis heute unbekannt, stammte aber wahrscheinlich aus den Niederlanden. Von der Meyen verkaufte das Schlösschen noch vor Bauende an den klevischen Geheimen Rat Casimir Bilgen, der wahrscheinlich den Gartensaal ausmalen ließ. Die Erbtochter Johanna Christina Bilgen (* 23. Januar 1748; † 21. August 1830) heiratete 1771 den Geheimen Rat Johann Adam Leonhard van de Wall (* 27. Oktober 1741; † 12. Juni 1779), so kam das Haus an die Familie de Wall (ab 1803 von Dewall). Nach dem Tod ihres ersten Mannes heiratete die Witwe den Geheimen Rat Georg Christian Ludwig Adolf Grolmann (* 24. März 1745; † 4. Juni 1806).
Ab dem Jahre 1935 diente Haus Schmithausen als Landwirtschaftsschule, zu Beginn des Zweiten Weltkriegs dann kurzzeitig als Grundschule. Seit 1975 beherbergte es das Medienzentrum des Kreises Kleve. Nach umfangreicher Renovierung ist Haus Schmithausen seit 1993 Sitz der Euregio Rhein-Waal, ein Verband zur Förderung deutsch-niederländischer Zusammenarbeit. Auf dem Grundstück des Schlosses wurde dazu ab September 2004 ein moderner Sitzungssaal für Konferenzen errichtet.
Zwischen 2003 und 2006 ließ der Kreis Kleve erneut umfangreiche Sanierungsmaßnahmen am Gebäude vornehmen, um unter anderem die teilweise abgesackten Fundamente zu stabilisieren und das Auseinanderbrechen des unter Denkmalschutz stehenden Hauses zu verhindern.